# Christian Ellerhorst
Franz Christian Heinrich Ellerhorst (geboren 24. Januar 1802 in Wildeshausen, Herzogtum Oldenburg; gestorben 24. Februar 1870 in Vechta, Großherzogtum Oldenburg) war ein deutscher Rechtsanwalt und Abgeordneter des Oldenburger Landtags.

## Leben
Christian Ellerhorst war ein Sohn des Bäckers Conrad Ellerhorst und der Maria Büdeler. Er besuchte das Gymnasium Antonianum Vechta und machte das Abitur in Münster in Westfalen. Er studierte Jura an den Universitäten Bonn, Heidelberg und Göttingen. Ab 1829 war er als Anwalt am Landgericht Delmenhorst zugelassen, ab 1859 dann am Obergericht Vechta. Er heiratete 1847 Adolphine Bartel, sie hatten vier Kinder. Er war verschwägert mit Wilhelm Bartel, mit Maximilian Freiherr von Böselager und Arnold Bothe. 
Ellerhorst wurde 1848 Mitglied der „Versammlung der 34“, dem auf Grund der revolutionären Ereignissen gebildeten Oldenburgischen Landtag, und danach Mitglied im „Vereinbarenden Landtag“ und 1850/51 im 4. Landtag. Er kandidierte 1848 (erfolglos) bei der Wahl zur Frankfurter Nationalversammlung.